# Buthus gabani
Espèce
Buthus gabani est une espèce de scorpions de la famille des Buthidae.

## Distribution
Cette espèce est endémique d'Algarve au Portugal. Elle se rencontre vers Vila do Bispo, Portimão et Faro.

## Description
Le mâle holotype mesure 61,63 mm et la femelle paratype 63,40 mm.

## Étymologie
Cette espèce est nommée en l'honneur de Rockwell David Gaban (Dave Gaban) (1963-2021).

## Publication originale
- Ythier, 2021 : « The southwesternmost scorpion species in Europe: Buthus gabani sp. n. from Cape St. Vincent, Algarve, Portugal (Scorpiones: Buthidae). » Faunitaxys, vol. 9, no 25, p. 1-6 (texte intégral).